# 阿不都卡德尔·乃斯尔丁
阿不都卡德尔·乃斯尔丁（1944年12月—2018年8月7日），男，维吾尔族，新疆乌鲁木齐人，中华人民共和国政治人物，曾任新疆维吾尔自治区人民政府副主席，新疆维吾尔自治区政协副主席。